# George Healis
George Albert Healis (ur. 3 czerwca 1906 w Filadelfii, zm. 6 grudnia 1990 w Fort Lauderdale) – amerykański wioślarz i architekt, srebrny medalista olimpijski.
Wystąpił na igrzyskach olimpijskich w Amsterdamie w 1928, gdzie Amerykanie w składzie: Charles Karle, William Miller, George Healis i Ernest Bayer zdobyli srebrny medal w czwórkach bez sternika. W finale walkę o zwycięstwo przegrali Brytyjczykami o 1 sekundę. Był to jego jedyny start olimpijski.
Z zawodu był architektem. 